# Teresa z Ávili

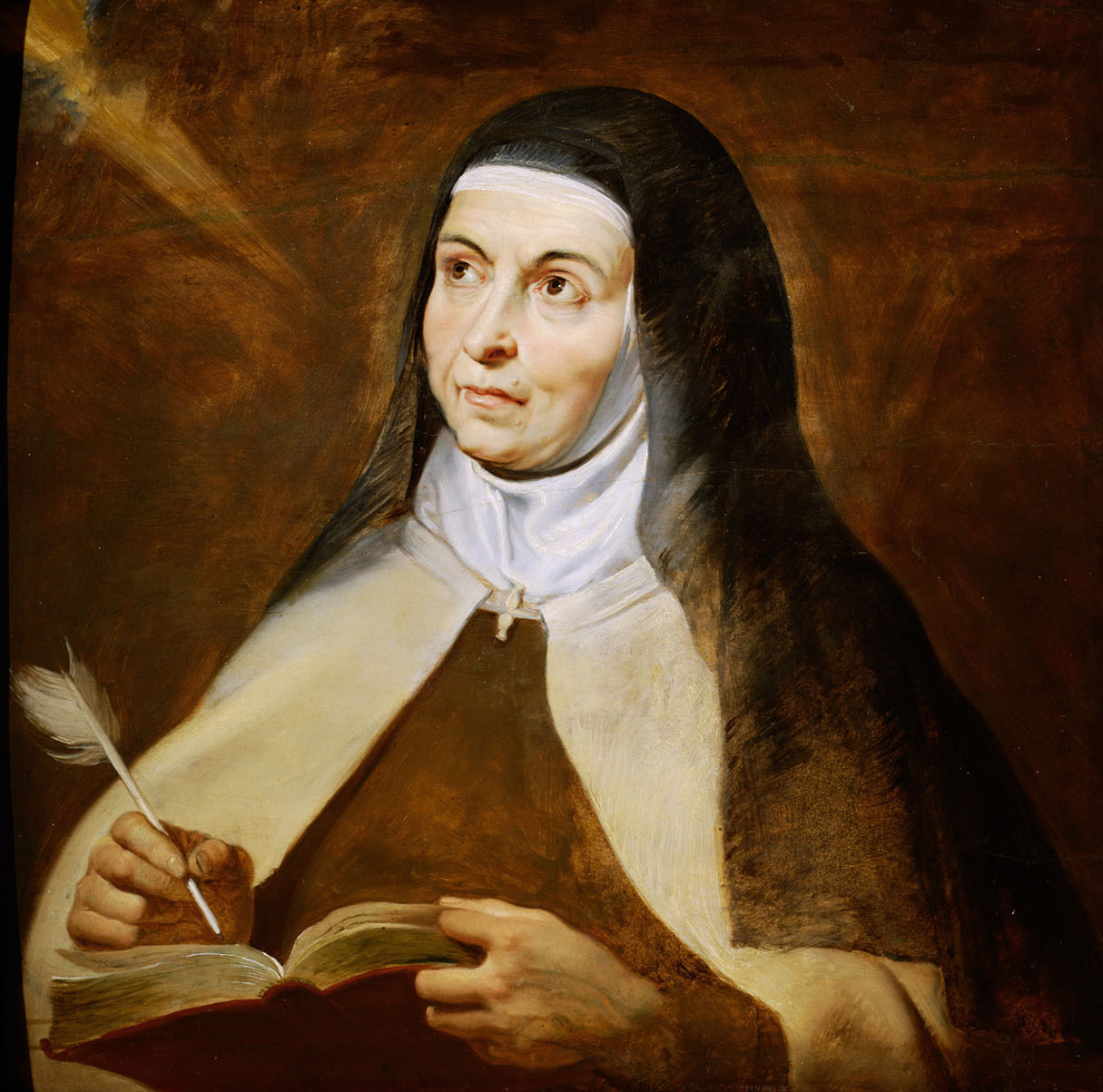
Obraz z 1615 roku przedstawiający św. Teresę z Ávili pędzla Petera Paula Rubensa

Święta Teresa z Ávili, właściwie Teresa Sánchez de Cepeda y Ahumada (ur. 28 marca 1515 w Gotarrendurze, zm. 4/15 października 1582 w Alba de Tormes) – hiszpańska mistyczka, karmelitanka, pisarka kontrreformacji i teolog życia kontemplacyjnego. Była również reformatorką zakonu karmelitów i wraz ze świętym Janem od Krzyża jest uważana za założycielkę karmelitów bosych i w tym doprowadziła do rozłamu zgromadzenia karmelitów. Święta Kościoła katolickiego i doktor Kościoła.
W roku 1622, 40 lat po śmierci, została kanonizowana przez papieża Grzegorza XV. 27 września 1970 roku papież Paweł VI ogłosił ją doktorem Kościoła nadając jej tytuł „doktora mistycznego”. Jej książki, w tym autobiografia, Księga Życia i jej przełomowe dzieło Twierdza wewnętrzna, są podstawową częścią literatury hiszpańskiego Renesansu, jak również mistycyzmu chrześcijańskiego i chrześcijańskiej medytacji, którą opisuje w swym ważnym dziele Droga Doskonałości.
Wspomnienie liturgiczne św. Teresy obchodzone jest w dniu 15 października.

## Życiorys

### Młodość
Teresa z Ávili urodziła się w roku 1515 w Gotarrendura, w prowincji Ávila, w Hiszpanii. Jej dziadek ze strony ojca, Juan de Toledo, był marranem (Żydem zmuszonym przez Inkwizycję do nawrócenia na chrześcijaństwo) i został skazany przez hiszpańską Inkwizycję za rzekomy powrót do wiary żydowskiej. Jej ojciec, Sánchez de Cepeda, kupił tytuł szlachecki i skutecznie zasymilował się z chrześcijańskim społeczeństwem. Matka Teresy, Beatriz de Ahumada y Cuevas, bardzo gorąco chciała wychować swoją córkę na pobożną chrześcijankę. Teresa, jako dziecko była zafascynowana żywotami świętych i w wieku siedmiu lat, wraz ze swym bratem Rodrigiem, uciekła z domu, by oddać życie jako męczennica wśród Maurów. Wuj Teresy, który wracał właśnie do miasta, zatrzymał ich, gdy byli już poza jego murami.

### Życie zakonne
Kiedy miała 14 lat, umarła jej matka i z bólu po jej utracie rozwinęła oddanie dla Matki Bożej jako matki duchowej. Interesowała się również świecką literaturą, np. romansami rycerskimi i ogrodnictwem. Po kilku latach ojciec oddał ją do szkoły pod opiekę augustianek w Ávili, ponieważ w domu wśród rodzeństwa nie zostało kobiet po zamążpójściu jej starszej siostry. Przebywając tam Teresa jeszcze nie podjęła decyzji, by wstąpić do zakonu. Dopiero po siedmiu latach i po pobycie u rodziny wuja gdzie zapoznała się z lekturą książek religijnych, m.in. z „Tercer abecedario espiritual” („Trzeci duchowy alfabet” autorstwa Francisco de Osuna, wydany w 1527), podjęła decyzję by wstąpić do klasztoru mało rygorystycznego karmelitanek w Ávili, wbrew woli swego ojca. Miała wtedy osiemnaście lat i w tymże klasztorze Teresa bardzo ciężko chorowała na skutek umartwień sobie zadanych. Czas kłopotów ze zdrowiem, kiedy nie schodziła z łóżka, trwał prawie rok ku wielkiemu zmartwieniu rodziny i sióstr które kilkakrotnie przygotowały się na jej rychłą śmierć. Pewnego dnia kiedy przebudziła się, zorientowała się, że jej powieki były już zawoskowane (w przygotowaniu do trumny). Po powrocie do zdrowia, które zawdzięczała św. Józefowi, podjęła dalsze lektury dzieł średniowiecznych mistyków, i wskazań dotyczących wewnętrznego duchowego skupienia i kontemplacji (znanych w tradycji mistycznej jako oratio recollectionis lub oratio mentalis). Studiowała również inne ascetyczne dzieła mistyków, takie jak „Tractatus de oratione et meditatione” świętego Piotra z Alkantary i być może wiele z tych, na których święty Ignacy Loyola oparł swe Ćwiczenia duchowne.
Teresa twierdziła, że podczas okresu swych chorób wzrosła z najniższego poziomu rozwoju duchowego, tzn. „skupienia”, do drugiego, czyli „kontemplacji w ciszy” lub chwilami nawet do najwyższego - „oddania się ekstazie”, który oznacza niemal zjednoczenie z Bogiem. Powiedziała, że w ostatnim etapie ciężkich chorób często otrzymywała obfity „dar błogosławionych łez”. Gdy rozróżnienie pomiędzy grzechem ciężkim a lekkim, sformułowane przez Kościół katolicki, stało się dla niej w bardziej zrozumiałe, zdała sobie sprawę z okropności popadnięcia w grzech i z dziedzicznej natury grzechu pierworodnego. Poznała również własną naturalną niemoc w konfrontacji z grzechem i konieczność bezwzględnego podporządkowania się Bogu.

### Widzenia
Około roku 1556, przyjaciele Teresy zasugerowali, że jej nowe przejścia są dziełem diabła, a nie pochodzące od Boga. Zaczęła więc stosować praktyki pokutnicze i umartwiać się. Jej spowiednik, jezuita święty Franciszek Borgiasz, jednakże zapewniał ją o boskim pochodzeniu jej doświadczeń. W 1559, w dzień świętego Piotra, Teresa doświadczyła wewnętrznego widzenia Jezusa Chrystusa, który w jej przekonaniu ukazał jej się w postaci cielesnej, choć dla oczu niewidzialny. Nie miała wątpliwości co do prawdziwości tej wizji. Takie widzenia Jezusa Chrystusa trwały w sposób nieprzerwany przez okres ponad dwóch lat. W innej wizji, serafin wielokrotnie wbił w jej serce rozżarzony do czerwoności czubek złotej lancy, powodując niepojęty duchowo-fizyczny ból. Wizja ta jest zbieżna z wizją świętego Franciszka z Asyżu, opisaną w hymnie Walka miłości.
Teresa tak opisuje tę scenę:
„Zobaczyłam w jego ręce długą złotą dzidę, zaś jej koniec pokryty żelazem rozżarzony był do czerwoności. Wydawało mi się, że wkuwał ją co pewien czas w moje serce i że przebijał moje wnętrzności. Gdy poruszał swą dzidą, wydawało mi się, że porusza i moimi wnętrznościami. Pozostawił mnie całą płonąca wielką miłością do Boga. Ból był tak wielki, że aż zaczęłam jęczeć, a słodkość płynąca z jego nadmiaru była tak zaskakującą, że nie chciałam być go pozbawiona...”
Ta wizja była inspiracją dla jednego z najsławniejszych dzieł Berniniego, Ekstaza świętej Teresy, znajdującego się w Kościele Matki Bożej Zwycięskiej w Rzymie.
Pamięć o tym wydarzeniu była dla Teresy inspiracją do końca jej życia i motywowała jej całożyciowe oddanie się naśladowaniu życia i cierpienia Jezusa Chrystusa, które streszczała w słowach: „Panie, pozwól mi cierpieć z Tobą albo umrzeć”.

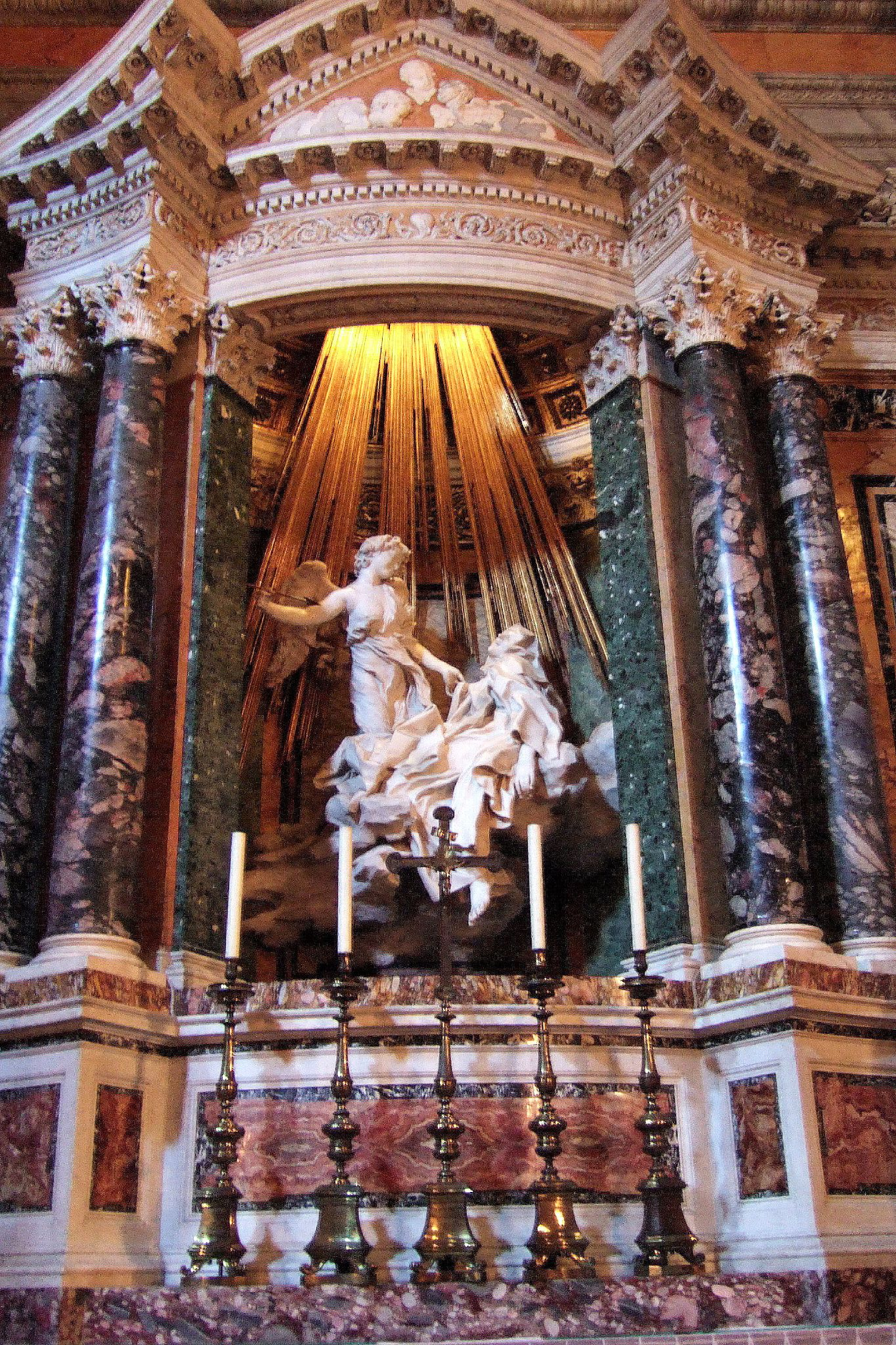
Ekstaza św. Teresy z Ávili, rzeźba Berniniego z kościoła Santa Maria della Vittoria w Rzymie.

### Zaczątki reformy
Teresa wstąpiła do karmelitańskiego Klasztoru Wcielenia w Ávili 2 listopada 1535. Odrzucała ją panująca tam atmosfera duchowego „lenistwa”. W klasztorze żyło 150 zakonnic, a reguła której celem była ochrona i wzmocnienie duchowości oraz modlitwa, była przestrzegana w tak swobodny sposób, że mijała się z celem. Codzienne odwiedziny gości, wielu z nich wysokiej rangi, rozpraszały i powodowały, że zakonnice zajmowały się błahymi problemami. Uznała to za naruszenie izolacji niezbędnej w praktyce kontemplacji i postanowiła to zmienić.
Zachętą do nadania zewnętrznego, praktycznego wyrazu jej wewnętrznym przeżyciom była inspiracja jej przewodnika duchowego i doradcy, franciszkanina świętego Piotra z Alkantary. Poznała go, na początku 1560 roku, jako założyciela klasztorów franciszkańskich. Był jej spowiednikiem i przewodnikiem duchowym. Od tego momentu, Teresa postanowiła poświęcić się założeniu reformy w zakonie karmelitańskim, usuwając rozprężenie napotkane w klasztorach. Guimara de Ulloa, zamożna kobieta będąca jej przyjaciółką, zebrała niezbędne fundusze.
Skrajne ubóstwo cechujące nowo otwarty, zreformowany klasztor pod wezwaniem świętego Józefa, składający się tylko z małego domu i kaplicy, założony przez Teresę w roku 1562, początkowo wywołał skandal wśród mieszkańców i władz Ávili. Władze Ávili chciały odebrać jej ten klasztor, jednak silni wpływowi wspomożyciele Teresy, wśród których byli biskup i dobrze sytuowani mieszczanie, przemienili początkową niechęć władz i mieszczan w poparcie.
W marcu 1563 roku, gdy Teresa przenosiła się do nowego klasztoru, otrzymała papieskie poparcie głównej zasady panującej w nowych placówkach: skrajnego ubóstwa i zrzeczenia się dóbr materialnych. Zasady te zapisała w Konstytucji zreformowanego przez siebie ruchu w zgromadzeniu. Jej plan polegał na powrocie do wcześniejszej, surowszej reguły zakonu karmelitów, i uzupełnieniu jej o nowe zwyczaje, takie jak: biczowanie raz w tygodniu (rozumiane jako umartwienie ciała) i chodzenie boso. Przez pierwsze pięć lat, Teresa pozostawała w odosobnieniu, pochłonięta całkowicie modlitwą oraz pisaniem.

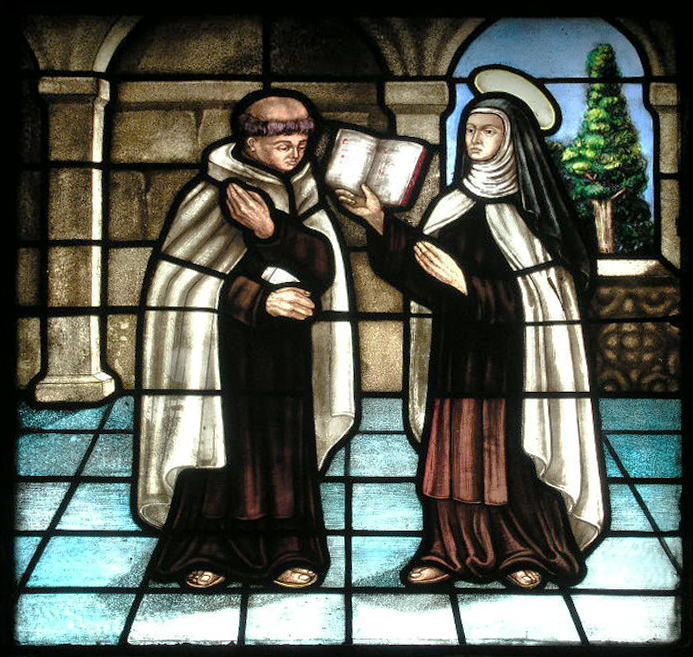
Okno kościoła w klasztorze świętej Teresy z Ávili.

W roku 1567 otrzymała pozwolenie na założenie pierwszych dwóch klasztorów według zreformowanej przez siebie reguły od generała zakonu, Rubeo de Ravenna. To przedsięwzięcie i późniejsze wizytacje klasztorów pociągnęły za sobą podróż przez niemal wszystkie prowincje Hiszpanii. Opisuje to ona w swym dziele „Księga fundacji” („Libro de las Fundaciones”). Pomiędzy 1567 a 1571 założyła klasztory w miastach Medina del Campo, Malagón, Valladolid, Toledo, Pastrana, Salamanka i w Alba de Tormes.
Teresa otrzymała pozwolenie na utworzenie dwóch klasztorów dla mężczyzn, którzy chcieli przyjąć zreformowaną przez nią konstytucję. Przekonała świętego Jana od Krzyża i Antoniego od Jezusa, by pomogli jej w tym przedsięwzięciu. W listopadzie 1568 roku założyli oni pierwszy klasztor braci karmelitów bosych w Duruelo. O. Gerónimo Gracjan, przyjaciel Teresy, i wizytator zakonu karmelitów w Andaluzji, komisarz apostolski, późniejszy prowincjał karmelitów bosych pomógł jej zakładając klasztory w Segowii (1571), Beas de Segura (1574), Sewilli (1575) i Caravaca de la Cruz (1576). W tym czasie święty Jan od Krzyża, jako nauczyciel i kaznodzieja dalej rozwijał duchowość karmelitańską.

### Prześladowania
W roku 1576, tradycyjna, nie podlegająca reformie część zakonu karmelitów rozpoczęła prześladowania zwolenników reformy. Stosownie do treści uchwał przyjętych na zgromadzeniu Kapituły Generalnej w Piacenzy, przełożeni karmelitów zakazali dalszego zakładania klasztorów według zreformowanej reguły. Generał zakonu rozkazał Teresie przejść na dobrowolny spoczynek do jednego z jej klasztorów. Teresa zgodziła się na to i wybrała klasztor pod wezwaniem świętego Józefa w Toledo. Oznaczało to koniec wprowadzanych przez nią reform. Jej współpracownicy i podwładni zostali poddani znacznie cięższym prześladowaniom. Jan od Krzyża został uwięziony przez swych przełożonych pod brutalnym reżymem w Toledo, był tam głodzony i torturowany.
Teresa przez kilka lat pisała listy do króla, Filipa II Hiszpańskiego, i w końcu przyniosło to rezultaty. W 1579 procesy prowadzone przez inkwizycję przeciwko niej, Gracjanowi i innym zostały unieważnione, co pozwoliło kontynuować reformę. Papież Grzegorz XIII zatwierdził osobną prowincję karmelitów, młodszą gałąź tego zakonu, karmelitów bosych. Królewskie rozporządzenie zaś stworzyło radę, składającą się z czterech biegłych, ochraniającą reformy wprowadzane przez Teresę z Ávili.

### Podróżowanie

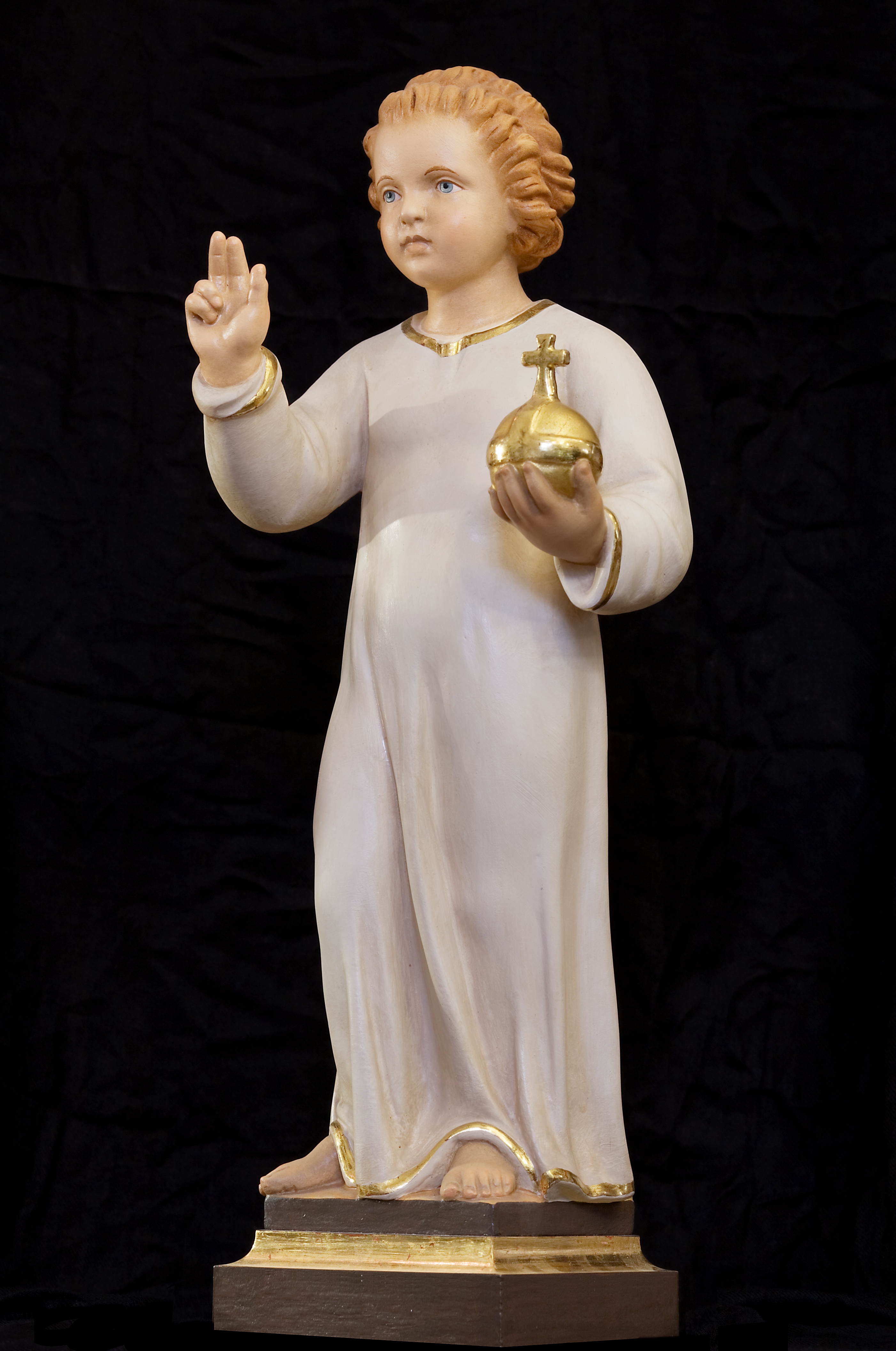
Praskie Dzieciątko Jezus

W ciągu ostatnich lat jej życia, Teresa założyła 17 klasztorów, m.in. w Villanueva de la Jara w północnej Andaluzji (1580), Palencii (1580), Sorii (1581), Burgos i Grenadzie (1582). Podczas jej dwudziestoletniej działalności reformatorskiej, również podobna liczba męskich zakonów karmelitów przyjęła nową regułę.
Podczas ostatecznej podróży z Burgos do Alba de Tormes, Teresa zachorowała i wkrótce zmarła. Działo to się w roku 1582, w trakcie reformy kalendarza (wymagającej przesunięcia daty z 5 na 14 października). Ponieważ dokładna godzina śmierci nie jest znana, zmarła albo przed północą 4 października albo wcześnie rano „nowego” 15 października. Jej święto wyznaczono na dzień 15 października. Ostatnimi słowami, które wypowiedziała były: „Mój Panie, nadszedł czas by ruszyć dalej. Niechaj więc spełni się Twoja wola. O mój Panie i Małżonku, godzina, której pragnęłam nadeszła. Nadszedł czas by spotkać się twarzą w twarz”.

#### Ciekawostka
W czasie zakładania klasztorów Teresa miała zawsze ze sobą wozić figurkę Dzieciątka Jezus. Według jednej tradycji, figurka tak zwanego cudownego praskiego Dzieciątka Jezus miała być właśnie darem Teresy dla jej znajomej Hiszpanki, hr. Maria Manrique de Lara z okazji jej ślubu ze szlachcicem Wratislawem z Pernsztajna, i wyjazdem do Czech. Tę figurkę następnie podarowała karmelitom bosym jej córka, Polyxena z Lobkowic.

## Kanonizacja
W roku 1622, czterdzieści lat po śmierci, Teresa została kanonizowana przez papieża Grzegorza XV. Kortezy Generalne w roku 1617 pośmiertnie wywyższyły ją, ogłaszając patronką Hiszpanii, a Uniwersytet w Salamance przyznał jej tytuł Doctor ecclesiae. W roku 1970 papież Paweł VI ogłosił ją wraz ze świętą Katarzyną ze Sieny Doktorem Kościoła. Były one pierwszymi kobietami, które otrzymały to wyróżnienie. Teresa z Ávili czczona jest również jako „doktor Modlitwy”. Teologia mistyczna spisana w jej dziełach wywarła formacyjny wpływ na wielu teologów kolejnych wieków, takich jak doktor Kościoła święty Franciszek Salezy i François Fénelon.

## Mistycyzm

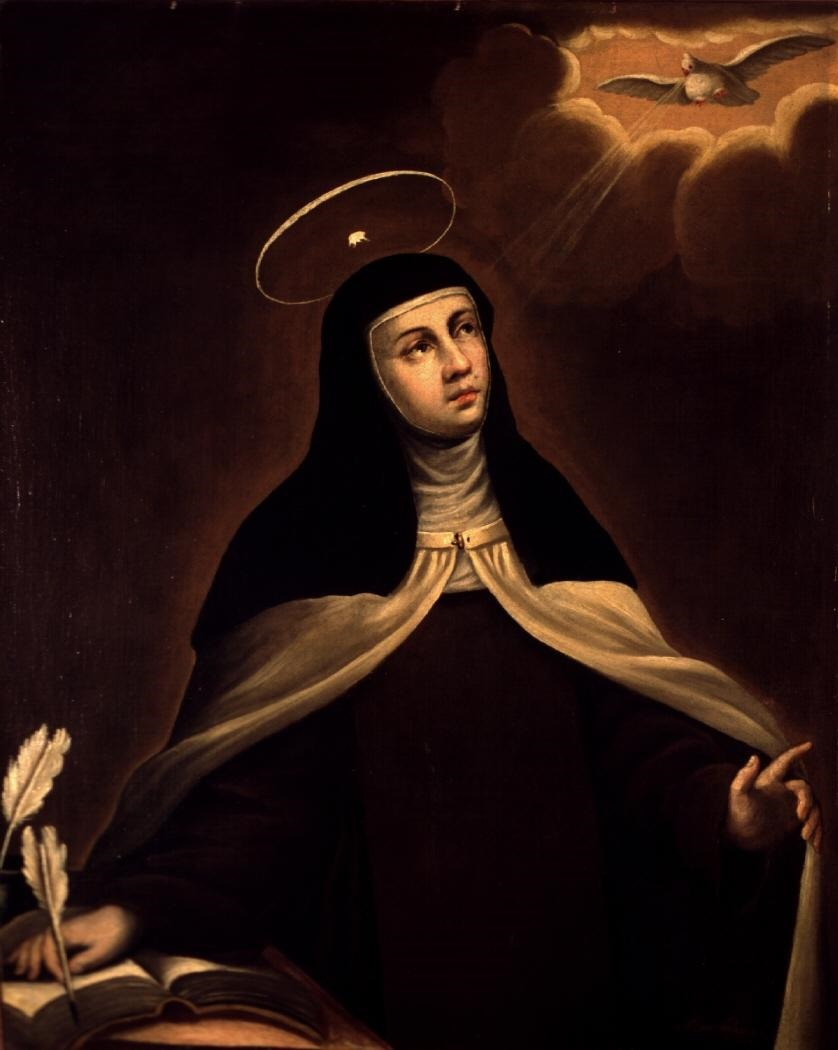
„Tylko miłość nadaje wszystkiemu wartość” – święta Teresa z Ávili

Kluczem myśli mistycznej Teresy z Ávili, w całej jej twórczości, jest rozwój duszy wzdłuż mniemanej ścieżki składającej się z czterech etapów („Księga Życia” rozdziały 10-22):
1. Pierwszy, zwany „kontemplacją myślną” jest pobożną kontemplacją lub skupieniem się, prowadzącym do częściowego odłączenia od ciała, głównie pobożną kontemplacją Męki Pańskiej i robieniem rachunku sumienia („Księga Życia” rozdział 11.20).
2. Drugi, „kontemplacja w ciszy”, w którym wola ludzka jest poddana Bogu, z racji stanu wrażliwości nadanego przez Boga, podczas gdy inne zdolności, jak pamięć, rozum i wyobraźnia, nie są jeszcze całkiem oderwane od rozproszenia przez świat. Zewnętrzne bodźce takie jak powtarzanie modlitw lub spisywanie spostrzeżeń duchowych, wciąż powodują rozproszenie, lecz dominującym stanem jest spokój („Księga Życia” rozdział 14.1).
3. Trzeci, „pobożne zjednoczenie” jest nie tylko stanem egzaltowanym, lecz zasadniczo stanem ekstazy. Charakterystyczną cechą tego stanu jest poddanie rozumu Bogu, wtedy tylko pamięć i wyobraźnia są pozostawione same sobie. Stan ten charakteryzuje się również błogim pokojem, słodkim snem wyższych sfer ducha i świadomym zachwytem miłością Boga.
4. Czwartym jest „oddanie się ekstazie lub uniesieniu”, ma to być stan pasywny, w którym świadomość bycia w ciele zanika. Funkcjonowanie zmysłów ustaje, pamięć i wyobraźnia są również całkowicie zawieszone w Bogu, lub upojone. Ciało i dusza są w wirze słodkiego bólu przynoszącego szczęście, z występującymi po sobie budzącymi przerażenie płomiennymi blaskami, całkowitą niemocą, utratą świadomości, okresami duszenia się, przerywanymi czasami przez tak ekstatyczne poczucie lotu, że ciało dosłownie wznoszone jest w przestrzeń. Ten stan trwający do pół godziny jest potem zastępowany przez kilkugodzinne odprężenie w omdlewającej słabości, w całkowitym zjednoczeniu z Bogiem, skutkującym negacją wszystkich czynników zewnętrznych. Z tego stanu człowiek budzi się w błogim zapłakaniu. Uważany jest on jako szczyt doświadczeń mistycznych – wielokrotnie widziano Teresę lewitującą nad ziemią podczas Mszy świętej[12].

Coś w rodzaju takiego czwartego etapu prawdopodobnie zostało opisane przez świętego Pawła w 2 Liście do Koryntian 12,1-4: „Jeżeli trzeba się chlubić – choć co prawda nie wypada – przejdę do widzeń i objawień Pańskich. Znam człowieka w Chrystusie, który przed czternastu laty – czy w ciele – nie wiem, czy poza ciałem – też nie wiem, Bóg to wie – został porwany aż do trzeciego nieba. I wiem, że ten człowiek – czy w ciele, nie wiem, czy poza ciałem, /też nie wiem/, Bóg to wie – został porwany do raju i słyszał tajemne słowa, których się nie godzi człowiekowi powtarzać”.
Opisy „kontemplacji myślnej” Teresy z Ávili uważane są za jedne z najwspanialszych, Teresa zajmuje wyjątkowe miejsce wśród pisarzy teologii mistycznej. We wszystkich swych dziełach dotyczących mistyki opisuje swe osobiste przeżycia. Głębokie zrozumienie tych przeżyć i dar analitycznego myślenia uzdolniły ją do jasnego wyrażenia swych doświadczeń. Definicja kontemplacji, którą stworzyła została użyta w katechizmie: „Co to jest kontemplacja? Św. Teresa odpowiada: „Kontemplacja myślna nie jest, według mnie, niczym innym jak głębokim związkiem przyjaźni, w którym rozmawiamy sam na sam z Bogiem, w przekonaniu, że On nas kocha”. W jej pismach przewija się metafora modlitwy mistycznej jako nawadniania ogrodu.
Teresa z Ávili często otrzymywała wizje Jezusa i Maryi, a poniekąd była przekonana działaniem profilaktycznym wody święconej i napisała, że używała jej z powodzeniem do odpierania diabła i pokus: „Wiem, z częstego doświadczenia, że nic tak nie odstrasza diabła jak woda święcona”. Miała dodatkowo widzenie w którym misjonarze płynący do Brazylii wstępowali do nieba.

### Diagnoza różnicowa
Szczegółowe zapiski Teresy o jej życiu, chorobach i objawach kiedy wchodziła w trans stanowią także unikalny zbiór, który nadaje się do badań pod kątem klinicznym, tzn. „objawów klinicznych” z XVI w. ale bez zaprzeczenia wymiaru wiary. Wzbudziło to zainteresowanie nie tylko teologów i historyków ale również neurologów i psychiatrów, np. Petera Fenwicka oraz Javiera Alvareza Rodrigueza. Według ich rozważań istnieje prawdopodobieństwo iż Teresa cierpiała na padaczkę skroniową, której niektóre objawy zgadzałyby się z jej opisami czwartego etapu przeżyć mistycznych, czyli tym co ona nazwała „oddaniem się ekstazie lub uniesieniu”.

## Dzieła

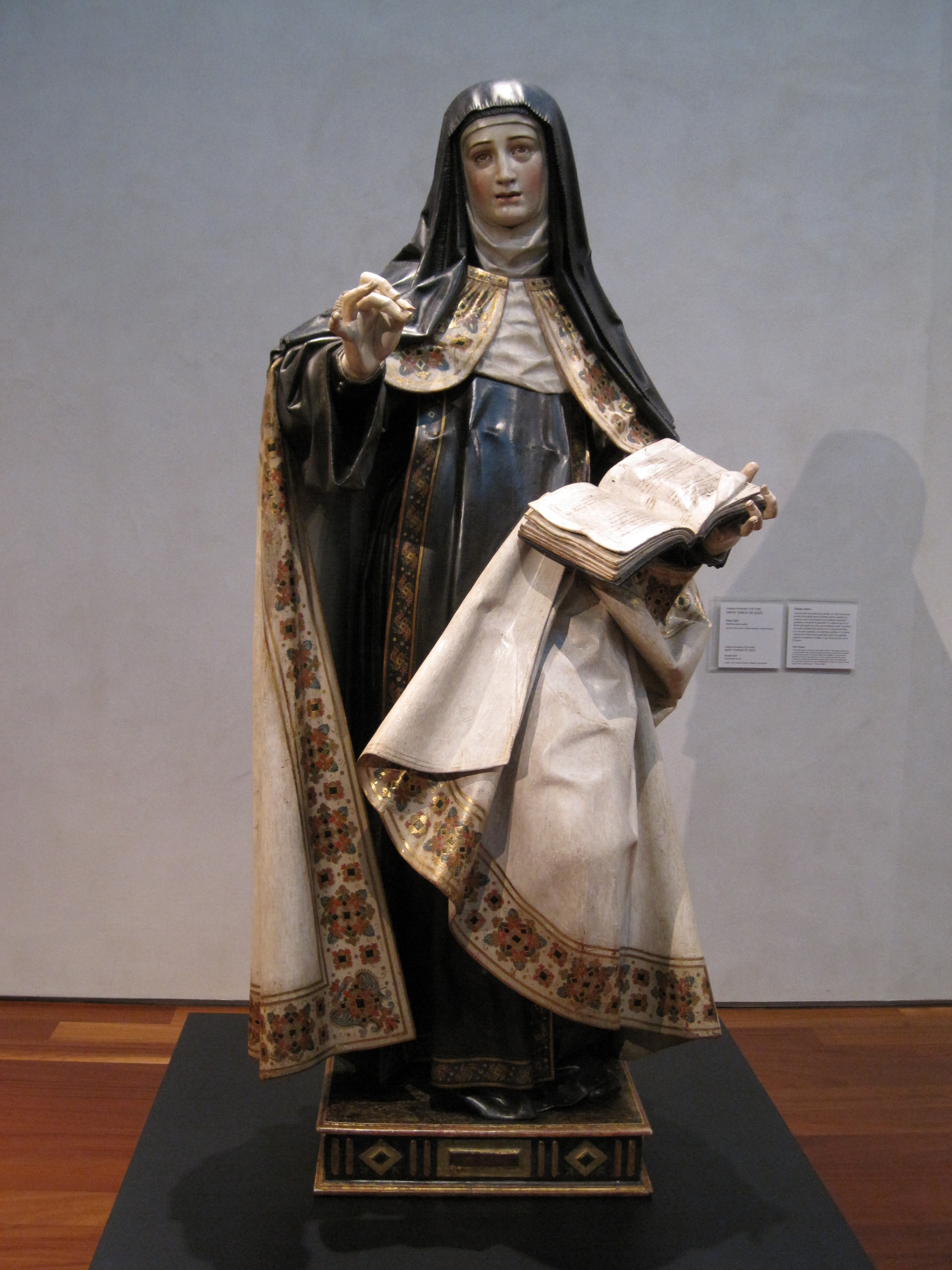
Gregorio Fernández. Święta Teresa z Ávili (1625)
Muzeum Narodowego Rzeźba w Valladolid

Dzieła świętej Teresy z Ávili, tworzone dla celów dydaktycznych, są jednymi z najwybitniejszych w literaturze mistycznej Kościoła katolickiego. Jej proza jest naznaczona wpływem łaski, ozdobną schludnością i uroczą siłą wyrazu, Teresa jest w czołówce hiszpańskich prozaików. Jej poezja jest natomiast wyróżniana za czułość i poczucie rytmu myśli.
Najważniejsze dzieła świętej Teresy z Ávili to:
- Księga życia, duchowa autobiografia napisana przed rokiem 1567, pod kierunkiem jej spowiednika, ojca Pedro Ibáñeza[19],
- Twierdza wewnętrzna, napisana w roku 1577, w której porównuje rozwój duszy oddanej kontemplacji do zamku z siedmioma kolejnymi wewnętrznymi komnatami, analogicznie do siedmiu niebios[20], których przebycie prowadzi do zjednoczenia z Chrystusem. Książka uważana jest za duchowy testament św. Teresy i skarb mistyki katolickiej[21],
- Droga doskonałości, poradnik ascetyczno-duchowy napisany w latach 1566–1582[22], również pod kierunkiem jej spowiednika[23],
- Księga fundacji, napisana w latach 1573–1582, opisuje fundacje nowych klasztorów karmelitańskich według pierwotnej reguły i towarzyszące im kontrowersje,
- Medytacja nad Pieśnią nad pieśniami, napisana w roku 1567, pierwotnie dla swych córek ze zgromadzenia Matki Bożej z Góry Karmel,
- Dwoma mniejszymi dziełami są Podniety miłości Bożej i Wołanie duszy do Boga. Wspomnieć należy również jej korespondencje składającą się z 342 zachowanych listów i 87 fragmentów innych zapisków.

Wiersz świętej Teresy z Ávili Cierpliwość Zwycięża:
Nie trwóż się, nie drżyj

Wśród życia dróg,

Tu wszystko mija,

Trwa tylko Bóg.

Cierpliwość przetrwa

Dni ziemskich znój,

Kto Boga posiadł

Ma szczęścia zdrój:

Bóg sam wystarcza.

## Inni o świętej
- George Eliot (wł. Mary Ann Evans) uczyniła ze św. Teresy genius loci swojej powieści Miasteczko Middlemarch, jednocześnie dając do zrozumienia, że taka postać nie mogłaby żyć w społeczeństwie wiktoriańskim[5].
- Josef Breuer i Zygmunt Freud w swoich Studiach nad histerią nazwali św. Teresę patronką histeryczek, uznając jej doznania mistyczne za przykład histerii. Stwierdzili oni jednak także, że była ona „kobietą obdarzoną geniuszem i wybitnymi zdolnościami praktycznymi”[5].
- Simone de Beauvoir pisała w Drugiej płci, że św. Teresa „nie jest niewolnikiem swojej psychiki i hormonów” i że „trzeba podziwiać (...) wielkość wiary, która dociera do najbardziej intymnych części ciała”[25].
- Jan Paweł II mówił: „Trzeba, by bogate dziedzictwa pozostawione przez Teresę od Jezusa zostało dogłębnie przemyślane i by skutecznie wpłynęło na odnowienie życia wewnętrznego narodu, a przez to na odrodzenie całego życia kościelnego w jego różnorakich przejawach. Gigantyczna postać Wielkiej Teresy, nie tylko w skali lokalnej czy narodowej, ale w skali powszechnej, powinna być silną zachętą w tym kierunku”[26].
- Jan Paweł II pisał: „W dniu 4 października roku 1582, który we wprowadzonym później Kalendarzu Gregoriańskim wypadł 15 października, w Alba, w granicach diecezji w Salamance, odeszła do Oblubieńca święta Teresa od Jezusa, osłabiona wiekiem i chorobą, lecz wciąż pełna żaru i płomiennej miłości do Boga i Kościoła. Przebyła długą drogę, opromienioną darem łaski prawdziwą „drogę doskonałości”, na której przez modlitwę otwarła się na służbę miłości przeniknęła w głąb „twierdzy duszy” i doświadczyła tej miłości, która im bardziej kogoś łączy z Bogiem, tym bardziej pobudza go do przejęcia się duchem Kościoła i do poświęcenia się Kościołowi”[27]. Podczas podróży apostolskiej do Hiszpanii 1 listopada 1982 polski papież uczestniczył w Ávili w uroczystościach z okazji 400. rocznicy śmierci św. Teresy[28].
- Do postaci św. Teresy odnosi się piosenka pt. Santa Teresa de Avila, którą napisał Robert Kasprzycki[29]

### Św. Teresa w muzyce
- Marc-Antoine Charpentier skomponował dwa motety na święto Teresy: pierwszy pod tytułem, Flores, flores o Gallia, na dwa głosy i dwa flety (H 374), k. 1680 a drugi na dwa soprany i Basso continuo (H 342), w 1686 r.[30]
- Teresa występuje jako główna postać w operze kompozytora Virgila Thomsona, Four Saints in Three Acts, a libretto pióra Gertrude Stein[31][32].
- Św. Teresa jako temat piosenki „Theresa's Sound-World” Sonic Youth w albumie z 1992 r. pod tytułem Dirty, słowa: Thurston Moore.
- Saint Teresa jest tytułem piosenki Joan Osborne w albumie Relish który dostał nominację na Grammy Award w 1996 r.[33].

### Św. Teresa w sztuce
- W 1906 świętą Teresę portretowała Sarah Bernhardt w sztuce Dziewica z Ávili autorstwa Catulle Mendèsa[34].